# متنزه يو شان الوطني
متنزه يو شان الوطني هو واحد من 9 متنزهات في تايوان تم تسميته على اسم قمة يو شان أعلى قمة في المتنزه.